# اچ.سی. پاتر
اچ. سی. پاتر (انگلیسی: H. C. Potter؛ ۱۳ نوامبر ۱۹۰۴ – ۳۱ اوت ۱۹۷۷) یک کارگردان اهل ایالات متحده آمریکا بود.